# Батърст (остров)
Батърст (на английски: Bathurst Island) е 13-ия по големина остров на Канада. Площта на острова е 16 042 km2 и с тази си територия е 11-ия по-големина в Канадския арктичен архипелаг и 54-ти в света. Административно Батърст е в състава на територия Нунавут. Островът е необитаем. През 60-те и 70-те години на XX век през острова от югоизток на северозапад преминава Северния магнитен полюс.
Островът заема централно място в архипелага. На изток протоците Пени, Куинс Чанъл и Крозиър го отделят съответно от островите Девън и Корнуолис. Широкия проток Бароу го отделя на юг от остров Принц Уелски. На запад протока Остин го отделя от остров Байам-Мартин, протока Пел – от остров Александър, а залива Ърскин от островите Александър, Вание и Месие. На север протока Сър Уилям Паркър отделя Батърст от архипелага Бъркли. Дължината на острова от север на юг е 185–188 km, а от запад на изток – 100–150 km.
Батърст има силно разчленена брегова линия, дълга 2069 km с множество големи и малки полуострови и заливи. На западното крайбрежие дълбоко в сушата се врязва залива Грейам Мур, а на северозападното – залива Мей.
Релефът в преобладаващата си част е равнинен и нискохълмист. Отделни възвишения достигат до 300–350 m. Най-високата му точка връх Стоукс (Stokes, 76°23′ с. ш. 101°39′ з. д. / 76.383333° с. ш. 101.65° з. д.) се намира в най-северозападната част на острова и достига до 412 m н.в. На Батърст има няколкостотин малки езера и множество къси, но-пълноводни през краткото лято реки.
Климатът е суров, арктичен. Средната януарска температура е от -35 °C до -40 °C, а средната юлска – от 0 °C до 10 °C. Поради отдалечеността на острова от открити водни басейни валежите (99% от сняг) са оскъдни – под 100 mm годишно. Снежната покривка е оскъдна и на острова липсват ледници.
На 75°43′ с. ш. 98°40′ з. д. / 75.716667° с. ш. 98.666667° з. д. се намира канадския национален природен резерват „Полър Беър Пас“ („Polar Bear Pass“), който представлява долина с влажен и сравнително мек климат с растящи в нея мъхове, лишеи, треви, цветя и храсти джуджета. В резервата гнездят над 30 вида полярни водоплаващи птици. Тук обитават голямо количество елени карибу и през лятото се пресича от мигриращи бели мечки.
Южното крайбрежие на острова е открито през 1819 г. от експедицията на Уилям Едуард Пари.
През 1845 г. трагично завършилата експедиция ръководена от Джон Франклин открива протока Крозиър (между Корнуолис на изток и Батърст на запад) и част от източното крайбрежие на острова.
Пет години по-късно, през 1850 – 1851 г. Френсис Макклинток, участник в експедицията на Хорацио Остин изследва южното и югозападно крайбрежие на остров Батърст и открива протока Остин (проток))Остин (между Батърст на североизток и остров Байам-Мартин на югозапад).
Уилям Пени през 1851 г. открива и изследва цялото източно крайбрежие на острова и открива протоците Куинс Чанъл и Пени, отделящи Батърст от остров Девън на изток и североизток.
През следващите две години 1852 – 1853 Джордж Хенри Ричардс, участник в експедиция ръководена от Едуард Белчер открива цялото северно и северозападно крайбрежие на острова и архипелага Бъркли на север от него.
|  | Тази страница частично или изцяло представлява превод на страницата „Батерст (остров, Канада)“ в Уикипедия на руски. Оригиналният текст, както и този превод, са защитени от Лиценза „Криейтив Комънс – Признание – Споделяне на споделеното“, а за съдържание, създадено преди юни 2009 година – от Лиценза за свободна документация на ГНУ. Прегледайте историята на редакциите на оригиналната страница, както и на преводната страница, за да видите списъка на съавторите. ВАЖНО: Този шаблон се отнася единствено до авторските права върху съдържанието на статията. Добавянето му не отменя изискването да се посочват конкретни източници на твърденията, които да бъдат благонадеждни. |